# Dom przy ul. Krasickiego 1 w Mielcu
Dom przy ulicy Krasickiego 1 w Mielcu – budynek wpisany do rejestru zabytków nieruchomych województwa podkarpackiego pod numerem A-1060 z 4.08.1991. Parterowy dom zbudowany w 1926 r. Jest to budynek murowany, otynkowany, kryty dwuspadowym dachem. Mieszkał w nim Franciszek Siorek, założyciel i drużynowy 1 Mieleckiej Drużyny Skautowej im. Tadeusza Kościuszki. Na budynku znajduje się poświęcona mu tablica pamiątkowa.